# Aru Machikado no Monogatari
Aru Machikado no Monogatari (jap. ある街角の物語) ist ein Anime-Film aus dem Jahr 1962. Er war einer der ersten Filme von Studio Mushi Production, das Osamu Tezuka im Jahr zuvor gegründet hatte. International wurde der Experimentalfilm, der ohne Dialoge auskommt, auch als Tales of a Street Corner oder Tales from a Certain Street Corner bekannt.

## Inhalt
Der Film zeigt kurze Geschichten von zum Leben erwachten Plakaten in einer kleinen Gasse und den mit ihnen interagierenden Lebewesen, die hier ihren Alltag verbringen: Ein Pianist und eine Violinenspielerin zweier Poster verlieben sich; ein kleines Mädchen, das im Dachgeschoss wohnt, verliert ihren Teddybär; eine Mäusefamilie mit vielen zu hütenden Jungen; eine Straßenlampe und die von ihr angezogene Motte. Die Gasse, in einem Land unter einer Militärdiktatur, und die in ihr lebendig gewordenen Plakate werden schließlich in den politischen Kampf des Landes hineingezogen und schließlich gar in deren Schlachten, als die Straße bombardiert wird. Am Ende werden die militaristischen Plakate vom Wind verweht und offenbaren die unter ihnen verborgenen Poster aus einer friedlichen Zeit.

## Produktion und Veröffentlichung
Aru Machikado no Monogatari gehörte zu den beiden ersten Produktionen des 1961 von Osamu Tezuka gegründeten Studio Mushi Production. Tezuka schrieb auch das Drehbuch, Regie führten Eiichi Yamamoto und Sakamoto Yūsaku. Die Musik komponierte Tatsuo Takai und als Produzent fungierte Eichi Kawabata. Künstlerischer Leiter war Arai Ryo und die Hintergründe wurden gestaltet von Katsumi Hanto und Shoko Owaki. An den Animationen war auch der später als Rintaro bekannt gewordene Shigeyuki Hayato beteiligt. Die meisten der Beteiligten hatte Tezuka von Tōei Animation abgeworben, Yamamoto kam von Otogi Pro. Während Tezuka die Produktion zunächst vorangetrieben hatte, hing sie bald hinter dem Zeitplan her – auch weil Tezuka seine eigenen Aufgaben nicht rechtzeitig erledigte und kreative Entscheidungen schließlich seinen Mitarbeitern überließ. Der Fertigstellungstermin konnte nur durch umfangreiche Überstunden der Animatoren gehalten werden. Die Animation wurde als Cel-Animation nach den Prinzipien der Limited Animation umgesetzt. In vielen Szenen wird nur ein Bild pro Sekunde eingesetzt oder sich wiederholende Bewegungsschleifen gezeigt, beispielsweise für tanzende Figuren.
Die Premiere des Films fand am 5. November 1962 statt, im Rahmen einer Mushi Pro Sondervorstellung in der Yamaha Hall in Ginza. Diese zeigte von Mushi Productions auch den Kurzfilm Osu sowie die Pilotfolge der Fernsehserie Astro Boy. Zielgruppe war weniger das allgemeine Publikum, als Branchenvertreter, die die ersten Werke des neuen Studios sehen sollten. Nach den wenigen Vorführungen geriet der Film zunächst in Vergessenheit, bis er zu Beginn des 21. Jahrhunderts in Japan auf DVD zusammen mit anderen Filmen veröffentlicht wurde. 2002 wurde der Anime beim Future Film Festival in Italien gezeigt. Später erschien der Film auch international: Auf Englisch bei Madman Entertainment, auf Französisch bei Les Films du Paradoxe und auf Spanisch bei Divisa home video. 

## Rezeption
Im Jahr nach seiner Aufführung wurde der Film in Japan mehrfach ausgezeichnet: Er erhielt den Ofuji Nobuo Award beim 17. Mainichi-Film-Festival, den National Arts Festival Encouragement Award sowie den 13. Blue Ribbon Educational and Cultural Film Award.
Der Anime wird als Experimentalfilm eingeordnet und kann dabei auch als Beleg gelten, dass auch Filme in Limited Animation zu dieser Gattung mit künstlerischem Anspruch gezählt werden können. Der Film war, so Jonathan Clements, bewusst experimentell konzipiert, um sich von den bis dahin veröffentlichten, eher erzählorientierten Filmen sowie auch von den Filmen Disneys abzuheben: Als dialogfreie, modernistische Animation, deren Form zugleich ihr Inhalt sein sollte. Die damalige positive Resonanz sei vor allem auf den Neuigkeitswert dieser Produktion eines neuen Studios zurückzuführen und für Tezuka habe die Bedeutung weniger in der Qualität des Films als in deren bloßer Existenz gelegen: Als Beweis für die Fähigkeiten seines Studios und Türöffner für neue Aufträge. Aus heutiger Sicht, so Clements, wirke der Film „kitschig“, „repetitiv“ und die Musik bilde eine „irritierende, endlose Schleife“. Die Anti-Kriegs-Botschaft wirke „gezwungen, rührseelig und manipulativ“, wie es auch der zeitgenössische Zuschauer Hayao Miyazaki später bemerkte. Die Animation wirke einfach und falle deutlich hinter den Filmen von Tōei aus dieser Zeit zurück.